# Энунд Дорога

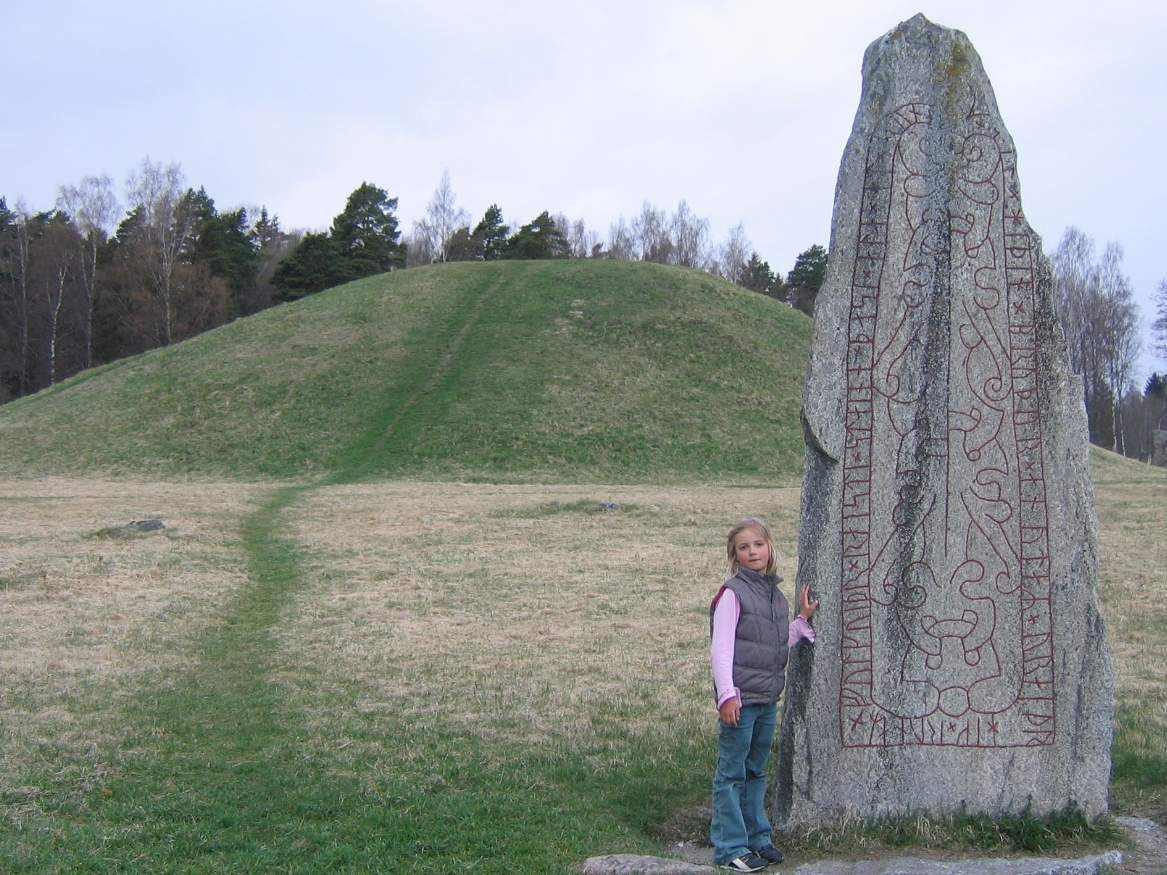
«Курган Энунда» около Вастероса.

Энунд Дорога (исл. Bröt-Anund) — легендарный конунг свеев из династии Инглингов, персонаж «Саги об Инглингах», входящей в состав сборника королевских саг «Круг земной».

## Биография
Согласно «Саге об Инглингах», Энунд был сыном и наследником конунга Ингвара Высокого. Он отомстил за гибель отца, разорив всю Страну Эстов и взяв большую добычу. В дальнейшем он жил мирно, расчищал леса в своих владениях, привлекал новых поселенцев и активно прокладывал дороги через лесные дебри. За эту деятельность он и получил прозвище Дорога. Однажды осенью Энунд вместе с дружиной попал в пути под лавину из глины и камней. Тьодольв Мудрый в «Перечне Инглингов» называет местность, в которой это произошло, Химинфьёлль, а автор «Саги об Инглингах» по неизвестной причине заменяет это название на Химинхейд. Наследником Энунда стал его сын Ингьяльд Коварный.
«Сага о Торстейне, сыне викинга» называет Энунда Дорогу сыном не Ингвара, а его отца Эйстейна. «Historia Norwegiæ» сообщает, что Энунд был убит своим братом Сигурдом (возможно, его забросали камнями).
Шведский археолог Биргер Нерман на основании археологических и других данных предложил датировать гибель Энунда Дороги приблизительно 640 годом. В целом письменная традиция о ранних Инглингах возникла не раньше XII века, а потому она крайне ненадёжна. По выражению исследовательницы Гвинн Джонс, это скорее «мир легенд и сказок», чем мир истории.